# 內在光敏視網膜神經節細胞

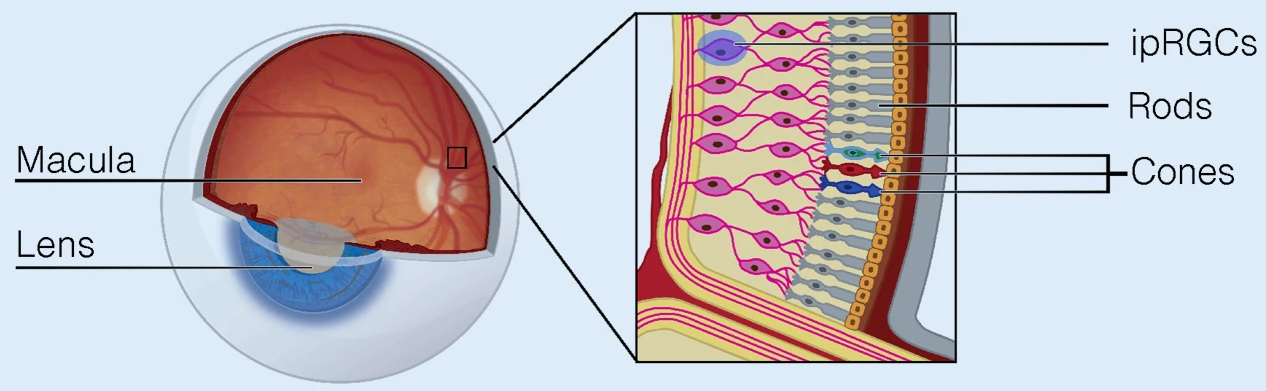
视网膜光感受器略图；內在光敏視網膜神經節細胞（ipRGC）标示于右上方

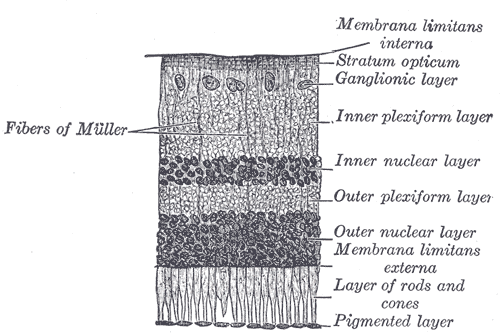
視網膜截面：光最先抵達神经节细胞层，其次是视杆與视锥。

內在光敏視網膜神經節細胞（英語：intrinsically photosensitive retinal ganglion cell，ipRGC），也稱光敏視網膜神經節細胞（pRGC）、黑視蛋白視網膜神經節細胞（melanopsin-containing retinal ganglion cells），是哺乳動物眼睛的一种感光细胞，其位于视网膜中，具有感受光线，且可进行光转导（将光能转化为电信号）的神经元，尤特指含有黑视蛋白的神经节细胞，在生物昼夜节律和瞳孔对光反射的调节中具有重要作用。
内在光敏视网膜神经节细胞是近年来新发现的一类感光细胞，它们通过视色素黑视蛋白发挥感光功能，并将光信号传递至非成像功能脑区，以控制昼夜节律光夹带和瞳孔对光反射；还有少部分信号投射至大脑成像区参与成像视觉。
内在光敏視網膜神經節細胞的存在，於1923年的一個研究中被首次提及：沒有视桿細胞與视锥细胞的老鼠仍然通過瞳孔緊縮的方式對光刺激作出了反應，證明视桿與视锥并非視網膜中僅有的光感神經元。不過有關該神經節細胞的更多研究在1980年代才逐步開始。近年的研究顯示，此種細胞與其它視網膜神經節細胞的不同之處在於其因黑視蛋白的存在而在本質上具有感光性。因此，學術界將內在光敏視網膜神經節細胞歸類爲视桿與视锥之外的第三種感光細胞。